# Paramaribop
Paramaribop is een jazzfusion-stijl, een combinatie van Amerikaanse bebop en Surinaamse traditionele muziek die omstreeks 1980 werd geïntroduceerd door het Surinam Music Ensemble (SME). Andere groepen en muzikanten die met deze vorm van jazz worden geassocieerd zijn Sur 5, Fra Fra Sound en Pablo Nahar. 
Paramaribop combineert de strakke structuren van bebop met vrolijke dansmuziek zoals kaseko’s en kawina’s. Ook de Caribische muziek klinkt door in deze fusionstijl.